# Maria Hellwig
Maria Hellwig (geborene Neumaier, * 22. Februar 1920 in Reit im Winkl; † 26. November 2010 in Ruhpolding) war eine deutsche Sängerin volkstümlicher Musik, Moderatorin und Unterhaltungskünstlerin. Wegen ihrer Lieder und ihrer Kleidung – meist trat sie im Dirndl auf – galt sie als Inbegriff der deutschen volkstümlichen Musik schlechthin.

## Leben

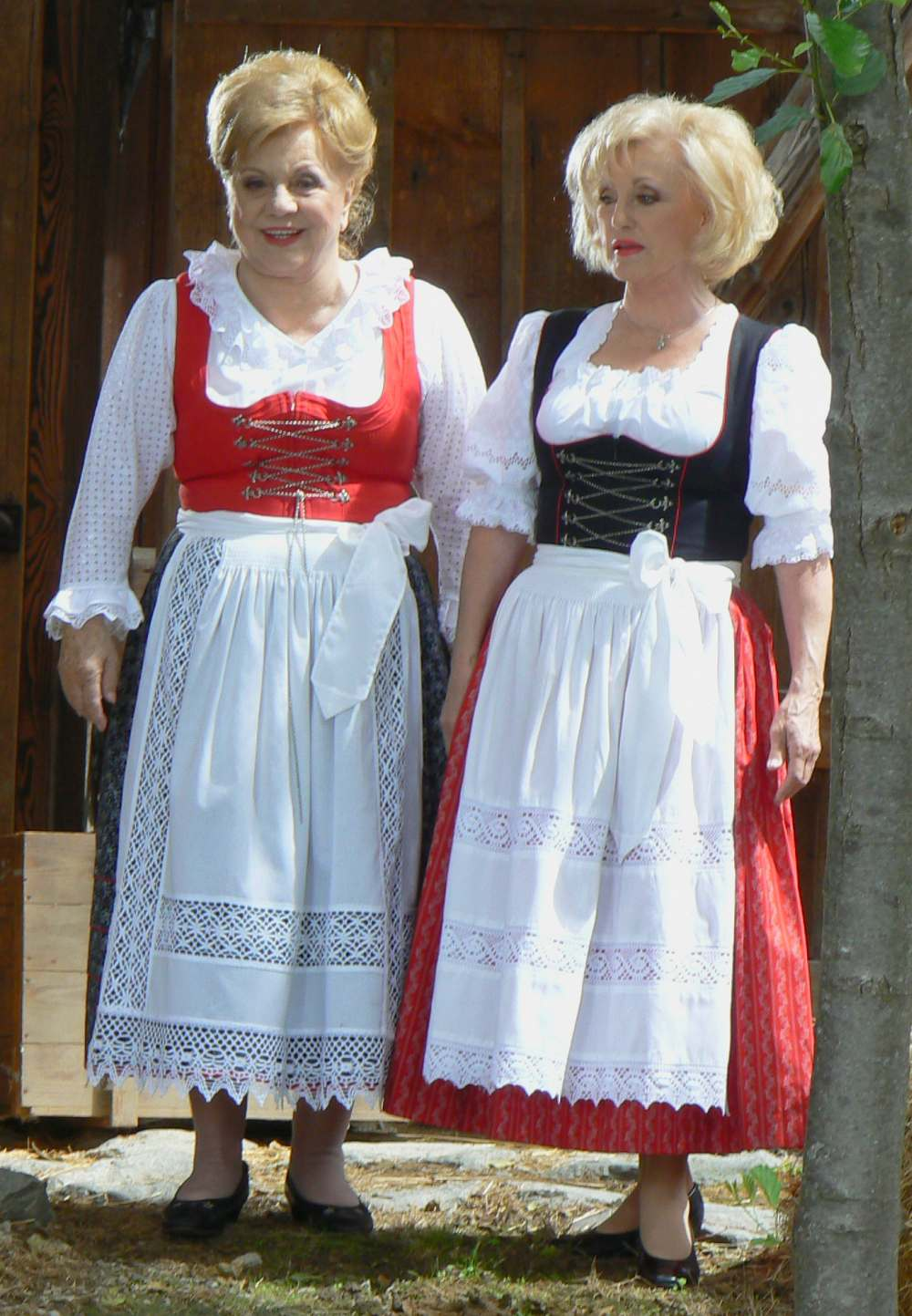
Maria und Margot Hellwig im Europapark Rust, 2007

Maria Hellwig wurde als Tochter des Elektrikers Heinrich Neumaier und dessen Ehefrau Maria geboren. Bereits im Alter von fünf Jahren stand sie erstmals auf der Bühne des Bauerntheaters ihres Heimatortes. Nach der Schulzeit absolvierte sie eine Lehre als Verkäuferin.
In ihrer Freizeit spielte sie Theater und nahm Gesangsunterricht. Auf der Bühne lernte sie auch ihren ersten Ehemann Joseph Fischer kennen; er fiel im Zweiten Weltkrieg. Aus dieser Ehe ging die Tochter Margot (* 5. Juli 1941) hervor, mit der sie ab 1963 im Duo als Maria und Margot Hellwig auftrat.
Sie war mit Addi Hellwig von 1948 bis zu dessen Tod im Jahr 1996 verheiratet. 1948 wurde sie von der Hamburger Volksoper engagiert, wo sie in mehreren Rollen, unter anderem als Mi in der Operette Das Land des Lächelns und als Bella Giretti in Paganini auftrat. Anschließend gründete Maria Hellwig mit ihrem Mann eine Wanderbühne, mit der sie einige Jahre unterwegs war. Schließlich wurde sie von Franzl Lang in Reit im Winkl entdeckt. Sie sang am Münchner Platzl und konnte 1957 ihre erste Schallplatte aufnehmen. Es folgten die ersten Engagements bei Rundfunk und Fernsehen, wodurch Maria Hellwig zunehmend bekannter wurde.
1964 eröffnete Hellwig in Reit im Winkl mit ihrem Mann das Restaurant-Café Zum Kuhstall in einem ehemaligen Kuhstall.
Als Schauspielerin war sie in der Serie Königlich Bayerisches Amtsgericht in der Folge 50 Der Bierpantscher zu sehen.
Anfang der 1970er Jahre moderierte Hellwig vier Folgen der Sendereihe Musik macht Laune. Daraufhin bekam sie ab 1973 eine eigene Sendereihe, Die Musik kommt, die am 6. Oktober erstmals ausgestrahlt wurde. Die Reihe machte Maria Hellwig einem Millionenpublikum bekannt. Zu Beginn waren wenige Folgen vom ZDF geplant, doch der Erfolg führte dazu, dass die Sendereihe 10 Jahre lang bis 1983 produziert wurde. Daneben durfte sie weitere Sendungen im ZDF moderieren, etwa Die Fahrt ins Blaue oder Früh übt sich. Von 1984 bis 1991 moderierte sie mit ihrer Tochter Margot bei RTL die Sendung Heimatmelodie, gefolgt von Servus, Grüezi und Hallo bis 1993.
1986 nahm Hellwig mit ihrer Tochter und dem Titel Der Kaiser von Tirol für Deutschland beim Grand Prix der Volksmusik 1986 teil. Genau zwanzig Jahre nach dem ersten Grand Prix der Volksmusik gingen Maria und Margot Hellwig am 25. Mai 2006 mit dem Lied Unser tägliches Brot ist Musik erneut an den Start.
Mehrere Tourneen führten Maria Hellwig, größtenteils auch als Gastgeberin, in nahezu alle Kontinente. Die Programme hatten Namen wie Lustige Musikanten, Auf geht’s Leut – Maria Hellwig kommt, Ein bunter Abend mit Maria Hellwig und Heino, Musikantenstadl unterwegs, Könige der Volksmusik, Die Alpenländische Weihnacht, Volkstümliche Weihnachten, Edelweiß der Volksmusik, Das Jahrtausendfest der Volksmusik, Grand Prix der Volksmusik oder Das Überraschungsfest der Volksmusik. Zuletzt waren Maria und Margot Hellwig mit dem Frühlingsfest der Volksmusik von Februar bis Mai 2008 auf großer Tournee.
Nach dem Tod ihres Ehemanns übergab Hellwig das Restaurant-Café Kuhstall ihrem Kollegen Thomas Berger. Sie war bis zu ihrem Tod noch aktiv und regelmäßig in diversen Fernsehsendungen zu Gast.
Die letzte Ruhestätte von Maria Hellwig befindet sich auf dem Friedhof ihrer Heimatgemeinde Reit im Winkl.

## Ehrungen
Sie erhielt die Hermann-Löns-Medaille in Bronze, Silber, Gold und Platin, den Herman-Löns-Preis in Gold und Platin, den „Grünen Löwen von RTL“, das Edelweiß (1992) und den Ehren-Bambi. 1993 verlieh ihr die Heimatgemeinde Reit im Winkl den Goldenen Ehrenring. 1998 erhielt sie die Krone der Volksmusik für ihr Lebenswerk.
In Suhl wurde Maria Hellwig am 20. Dezember 2009 während der MDR-Sendung Es ist so schön ein Musikant zu sein – Die Herbert-Roth-Gala der „Herbert-Roth-Traditionspreis“ für ihr Lebenswerk verliehen.
Am 9. Januar 2010 bekam Maria Hellwig nochmals die Krone der Volksmusik für ihr Lebenswerk.

## Erfolgstitel
- 1957: Die Nachtigall vom Zillertal
- 1958: Erzherzog-Johann-Jodler
- 1959: Der Geburtstagsjodler
- 1963: Der Feierabendjodler
- 1965: Karwendellied
- 1967: A Jodler zum Juchzn
- 1970: Ferienpolka
- 1973: Auf geht’s Leut – die Musik kommt
- 1974: Jung muss man bleib’n, wenn man älter wird
- 1974: Das Kufsteiner Lied
- 1975: Das Alphorn ruft vom Berge
- 1977: Das Edelweiß vom Wendelstein
- 1977: O du mein Edelweiß
- 1977: Servus, Grüezi und Hallo
- 1977: Mei is dees a schöner Tag
- 1978: Die Musikanten sind wieder da (mit Freddy Breck)
- 1978: Fahrt ins Blaue
- 1982: Musik ist unser Leben (mit Heino)
- 1986: Der Kaiser von Tirol
- 1987: Lieder, die von Herzen kommen
- 1987: Lustige Musikanten unterwegs
- 1989: Immer wieder sind es Lieder
- 1995: Hallo, wie geht’s (mit Duo Treibsand)
- 1995: Solang der Herrgott uns Gesundheit schenkt
- 1997: Wenn’st niemand mehr zum Reden hast
- 1998: Auch der Herbst hat noch viele schöne Tage (mit Heinz Schenk)
- 2000: Das Leben ist ein Gottesg’schenk
- 2005: Wir waren alle einmal Kinder
- 2006: Unser tägliches Brot ist Musik

(Teilweise zusammen mit Tochter Margot)

## Diskografie (Auswahl)
- 2003: Das Leben ist ein Lied – Das Beste aus 40 Jahren (Rubin Records)
- 2005: Maria Hellwig – Zum 85. Geburtstag Die Legende der Volksmusik (Bogner Records)
- 2006: Das fröhliche Kleeblatt der Volksmusik – Das Beste der Tournee (Rubin Records)
- 2007: Weihnachten bei uns daheim (Rubin Records)
- 2008: Von ganzem Herzen (Rubin Records)
- 2008: Servus, Gruezi und Hallo – Das große Starportrait (Readers Digest)
- 2009: Wir lieben das Leben (Rubin Records)
- 2010: Lieder meines Lebens – Das Beste von Maria Hellwig zum 90. Geburtstag der Königin der Volksmusik (EMI Music)
- Alt und jung gehören zusammen
- Unsere goldenen Zeiten
- Winterzauber (Rubin Records)

Maria und Margot Hellwig haben über 180 Schallplatten und CDs veröffentlicht.